# Rudolf Kučera (malíř)
Rudolf Kučera (1. ledna 1884 Husovice – 24. října 1964 Brno) byl český malíř, pedagog, loutkář a sběratel lidových písní.

## Život
Maturoval na brněnském reálném gymnáziu v roce 1900, v roce 1905 absolvoval Akademii výtvarných umění v Praze u profesora Vojtěcha Hynaise. Podnikl studijní cesty do Francie, Německa, Itálie, Ruska, Polska a na Ukrajinu. Pedagogicky působil na školách na Moravě a na Slovensku (např. v Hustopečích a Zlatých Moravcích).

## Malířské dílo
Byl malířem tatranských hor, obyčejného světa pracujících lidí na poli nebo procházkou v dešti mezi domy. Jeho díla jsou převážně tvořena olejomalbou nebo uhlem. Nejslavnější obraz byl portrét jeho matky a největší dílo, které má 4x3 metry, jsou na něm houslisté a zpívající ženy v makovém poli[ujasnit].

### Výstavy
Pravidelně vystavoval s Klubem výtvarných umělců Aleš.
- 1931 – Brno, souborná výstava (97 obrazů)[2]
- 1959 – Dům pánů z Kunštátu, Rudolf Kučera – obrazy a kresby, Václav Hynek Mach – plastiky[8]

## Loutkářství
Dlouhodobě se věnoval loutkářství jako výtvarník nebo jako autor loutkových her. V roce 1957 byl na Loutkářské Chrudimi oceněn titulem Zasloužilý loutkářský pracovník.
- Marusja-kozačka: ukrajinská pohádka pro loutky o 4 jednáních, V Holešově: Fr. J. Balatka, 1939
- Zrnko hrachu: loutková hra o čtyřech jednáních, Holešov na Moravě: Fr. J. Balatka, 1940
- Princezna Barka: pohádka o čtyřech jednáních, Holešov na Mor.: Fr. J. Balatka, 1940[11]
- Červený kvíteček: výpravná pohádka pro loutky v 7 obrazech, V Holešově: Fr. J. Balatka, 1948

Jeho rukopisná sbírka lidových písní je uložena v Ústavu pro etnografii a folkloristiku v Brně a obsahuje přes patnáct set písní z Brněnska a Slovenska, sbíral také ukrajinské písně z první světové války.

## Galerie

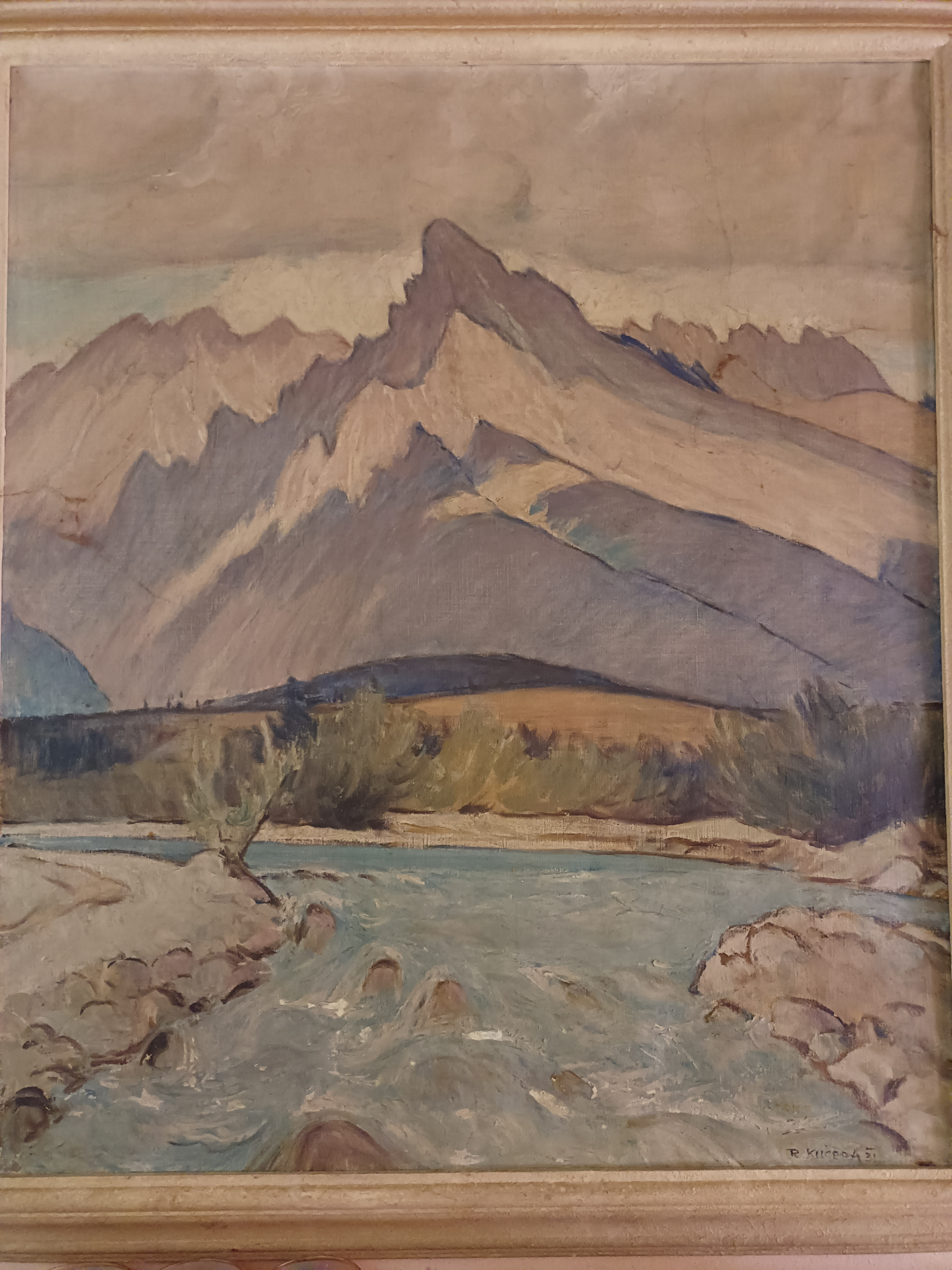
Horská řeka
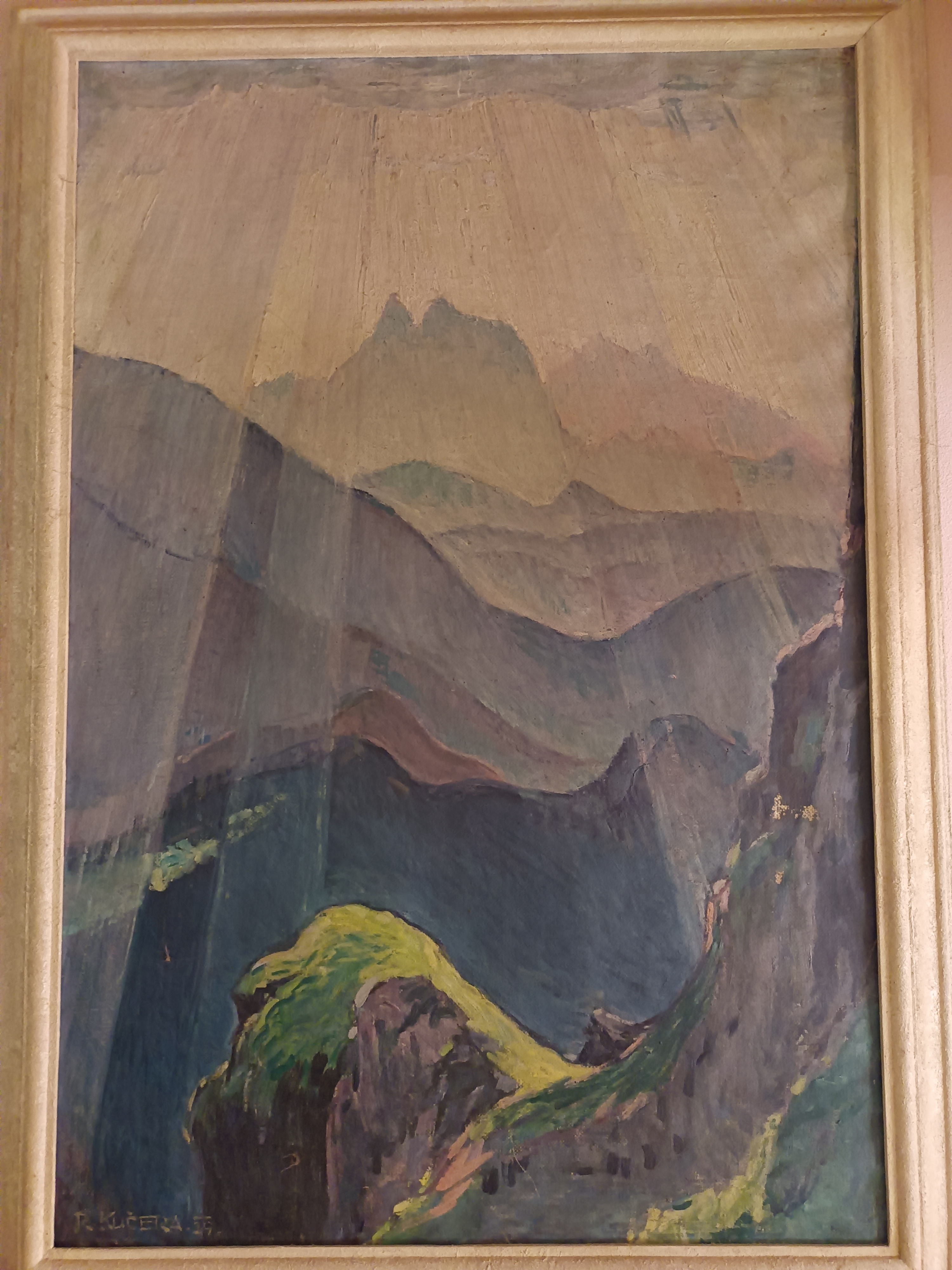
Příroda
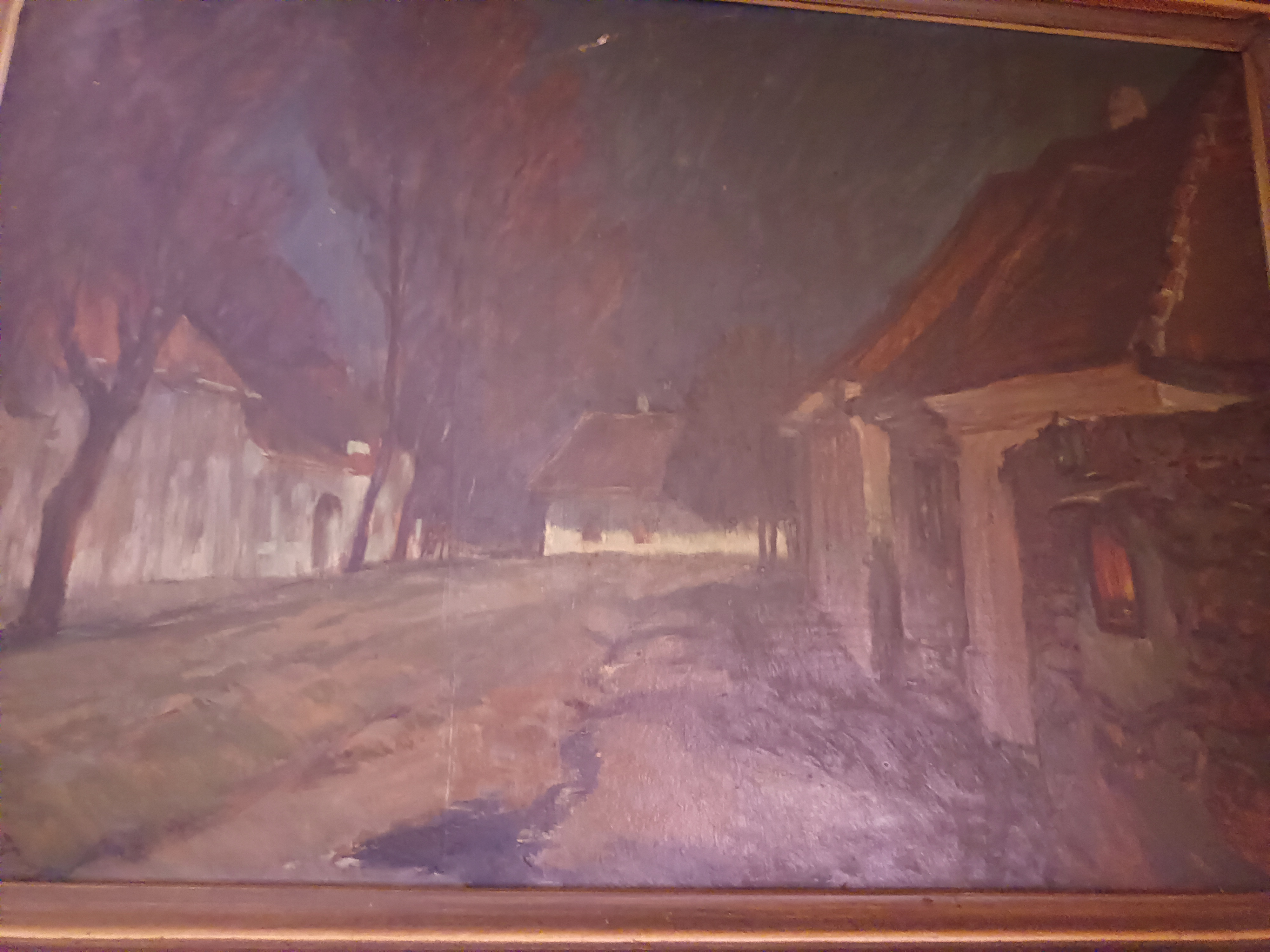
Město
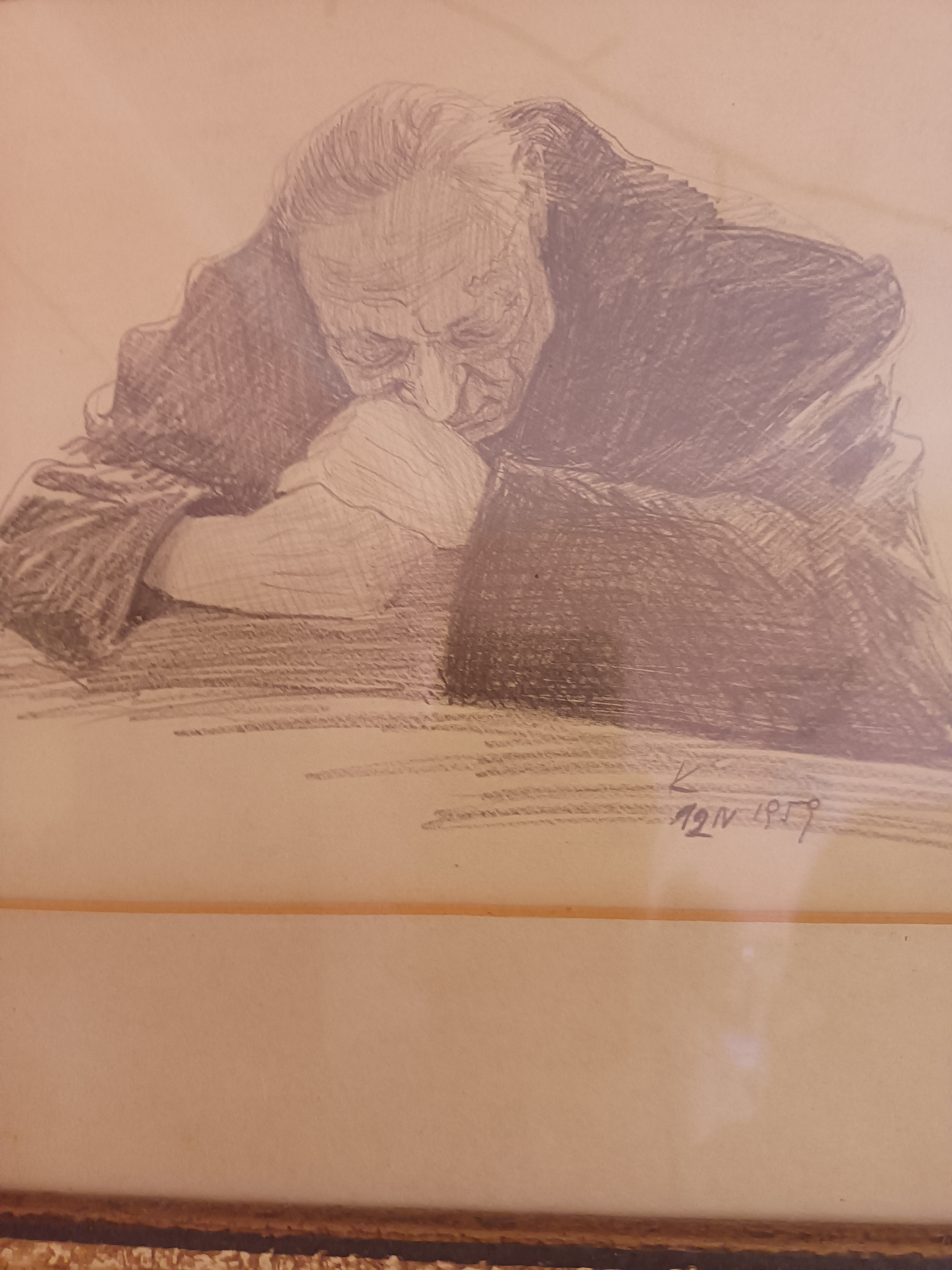
Spící otec
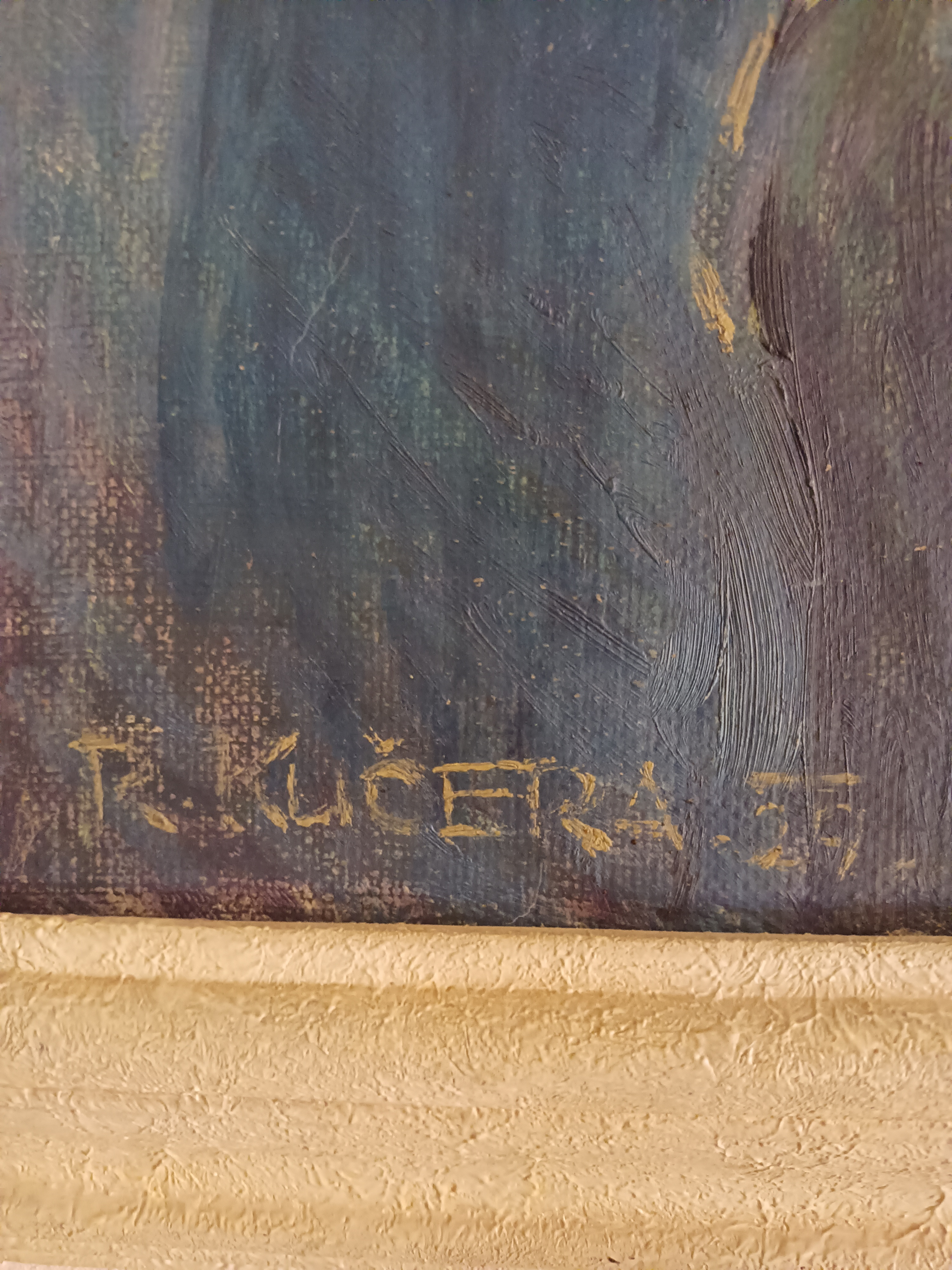
Podpis